# Mesochorus inimicus
Mesochorus inimicus är en stekelart som beskrevs av Dasch 1974. Mesochorus inimicus ingår i släktet Mesochorus och familjen brokparasitsteklar. Inga underarter finns listade i Catalogue of Life.